# Itaewon (metropolitana di Seul)
Itaewon (이태원역 - 梨泰院驛, Itaewon-nyeok) è una stazione della metropolitana di Seul servita dalla linea 6 della metropolitana di Seul. La stazione si trova nel quartiere di Yongsan-gu, a Seul, e serve la zona di Itaewon, molto frequentata dagli expats stranieri della capitale sudcoreana.

## Linee
SMRT
● Linea 6 (Codice: 630)

## Struttura
La stazione è costituita da un marciapiede a isola con due binari passanti al centro protetti da porte di banchina, situati al quinto piano interrato. Sono presenti quattro uscite in superficie.
| Direzione Eungam     | ● Linea 6 | per Samgakji, Gongdeok, Hapjeong, Digital Media City e Eungam |
| Direzione Bonghwasan | ● Linea 6 | per Sindang, Seokgye, Taereung e Bonghwasan                   |

## Stazioni adiacenti
| «           | Servizio | »          |
| Linea 6     | Linea 6  | Linea 6    |
| ----------- | -------- | ---------- |
| Noksapyeong | -        | Hangangjin |